# الدخول الروسي في الحرب العالمية الأولى

رسم بياني للتحالفات السياسية الأوروبية في الفترة التي سبقت الحرب العالمية الأولى.

دخلت روسيا الحرب العالمية الأولى في 1 أغسطس 1914، عندما أعلنت ألمانيا الحرب عليها. وفقًا لخطة الحرب الخاصة بها، تجاهلت ألمانيا روسيا وتحرّكت ضد فرنسا أولًا، حيث أعلنت الحرب على فرنسا في 3 أغسطس وأرسلت جيوشها الرئيسية عبر بلجيكا لمهاجمة باريس من الشمال. دفع غزو بلجيكا بريطانيا إلى إعلان الحرب على ألمانيا في 4 أغسطس. أصبحت الأطراف الرئيسية الآن في حالة حرب. سرعان ما انضمّت تركيا إلى جانب ألمانيا، ثم إيطاليا إلى جانب الحلفاء. أكّد مؤرخو منشأ الحرب العالمية الأولى على دور النمسا في ألمانيا والإمبراطورية النمساوية المجرية. يتضمّن إجماع الباحثين ذكرًا نادرًا لروسيا، ويُذكر باختصار دفاع روسيا عن صربيا الأرثوذكسية، وأدوارها السلافية، والتزاماتها بموجب المعاهدة مع فرنسا، واهتمامها بحمايتها كقوّة عظمى.
اغتيل الأرشيدوق فرانس فرديناند النمساوي المجري على يد الصرب البوسنيين في 28 يونيو 1914 احتجاجًا على الاستيلاء النمساوي على مقاطعة سلافية إلى حد كبير. لم تتمكن فيينا من العثور على دليلٍ يُشير إلى أن صربيا قد نظّمت عملية الاغتيال، لكن بعد مرور شهر أصدرت إنذارًا نهائيًا لصربيا، وكانت على علمٍ مُسبق بأنه سيلقى الرفض وبالتالي سيقود إلى اندلاع الحرب. شعرت الإمبراطورية النمساوية المجرية أنه لا بدّ من تدمير صربيا، وإلا فإنها ستُزعزع استقرار النمسا من خلال عزل عنصر الأقلية السلافية الكبيرة في النمسا. لم يكن لروسيا التزام تعاهدي تجاه صربيا، لكنها عارضت النمسا بهدف السيطرة على البلقان. على المدى الطويل، كانت روسيا متفوّقةً عسكريًا على ألمانيا والإمبراطورية النمساوية المجرية، وبالتالي كان لديها حافز للتأنّي. أراد معظم القادة الروس تجنّب الحرب. ومع ذلك، في الأزمة الحالية كان عليهم دعم فرنسا، وكانوا يخشون أن يؤدي الفشل في دعم صربيا إلى فقدان المصداقية الروسية وتلقي هزيمة سياسية كبيرة لأهداف روسيا في لعب دورٍ قيادي في البلقان. حشد القيصر نيقولا الثاني القوات الروسية في 30 يوليو 1914 بغرض تهديد النمسا في حال شنّها حربًا على صربيا. يقول المؤرّخ كريستوفر كلارك: «كانت التعبئة الروسية العامة [بتاريخ 30 يوليو] واحدة من أكثر القرارات أهمية في أزمة يوليو. وكان هذا أول التعبئات العامة. جاء ذلك في الوقت الذي لم تكن فيه الحكومة الألمانية قد حذّرت من وقوع حربٍ وشيكة حتى». شعرت ألمانيا الآن بالتهديد من الجانب الروسي واستجابت له بتعبئة وإعلان الحرب في 1 أغسطس 1914. في بداية القتال، شنّ الروس هجومًا ضد كل من ألمانيا والإمبراطورية النمساوية المجرية.

## خلفية الأحداث
بين عامي 1873-1887، كانت روسيا متحالفة مع ألمانيا والإمبراطورية النمساوية المجرية في ما كان يُعرف بتحالف الأباطرة الثلاثة، وبعدها تحالفت مع ألمانيا من خلال اتفاقية إعادة التأمين بين عامي 1887 و1890؛ انهار كلاهما بسبب المصالح المتضاربة للنمسا وروسيا في البلقان. في حين استفادت فرنسا من ذلك من خلال تحقيق التحالف الفرنسي الروسي عام 1894، نظرت بريطانيا إلى روسيا بشكٍ عميق (انظر اللعبة الكبرى)؛ في عام 1800، كان أكثر من 3000 كيلومتر يفصل الإمبراطورية الروسية عن الهند البريطانية. بحلول عام 1902، أصبحت المسافة الفاصلة 30 كم في بعض المناطق مع التقدّم الروسي في آسيا الوسطى. وهدّد هذا بتوريط الاثنين في صراعٍ مباشر، تمامًا كما هدّد الهدف الروسي الراسخ منذ زمن طويل والمُتمثّل في السيطرة على مضيق البوسفور والوصول من خلاله إلى البحر الأبيض المتوسط الذي تسيطر عليه بريطانيا.
أدّت الهزيمة في الحرب الروسية اليابانية عام 1905 وعزل بريطانيا خلال حرب البوير الثانية بين عامي 1899 و1902، إلى دفع الطرفين إلى البحث عن حلفاء. حلّت الاتفاقية الأنجلو-روسية لعام 1907 النزاعات في آسيا وسمحت بإرساء الوفاق الثلاثي مع فرنسا، والذي كان غير رسمي في هذه المرحلة إلى حدٍ كبير. في عام 1908، ضمّت النمسا مقاطعة البوسنة والهرسك العثمانية السابقة؛ وردّت روسيا بإنشاء اتحاد البلقان لمنع أي توسّعٍ نمساوي آخر. في حرب البلقان الأولى التي دارت بين عامي 1912 و1913، استولت صربيا وبلغاريا واليونان على معظم الممتلكات العثمانية المتبقية في أوروبا؛ أدّت الخلافات حول تقسيم الممتلكات إلى نشوب حرب البلقان الثانية، والتي هُزمت فيها بلغاريا هزيمة شاملة على يد حلفائها السابقين.
شهدت القاعدة الصناعية وشبكة السكك الحديدية في روسيا تحسّنًا كبيرًا منذ عام 1905، على الرغم من أنها كانت قاعدة منخفضة نسبيًا؛ في عام 1913، وافق القيصر نيقولا على زيادة تعداد الجيش الروسي لأكثر من 500 ألف رجل. على الرغم من عدم وجود تحالف رسمي بين روسيا وصربيا، فإن صلاتهما الثنائية الوثيقة أتاحت لروسيا ممرًّا يصلها بالإمبراطورية العثمانية المنهارة، حيث كان لألمانيا أيضًا مصالح كبيرة. إلى جانب زيادة القوّة العسكرية الروسية، شعرت كل من النمسا وألمانيا بالتهديد من التوسّع الصربي. عندما غزت النمسا صربيا في 28 يوليو 1914، اعتبر وزير الخارجية الروسي سيرغي سازونوف أنها مؤامرة نمساوية ألمانية لإنهاء النفوذ الروسي في البلقان.
في 30 يوليو، أعلنت روسيا التعبئة العامة لدعم صربيا؛ في 1 أغسطس، أعلنت ألمانيا الحرب على روسيا، تلتها الإمبراطورية النمساوية المجرية في 6 أغسطس. أعلنت روسيا والوفاق الحرب على الإمبراطورية العثمانية في نوفمبر 1914، بعد أن قصفت السفن الحربية العثمانية ميناء أوديسا على البحر الأسود في أواخر أكتوبر. على عكس حلفائها، كانت الإمبراطورية الروسية رقعة أرضية متجاورة، لكنها اعتبرت نفسها أيضًا مدافعة عن زملائها السلاف في بلدان مثل صربيا.

## التحالف الفرنسي
اعتمدت روسيا اعتمادًا كبيرًا على التحالف الفرنسي -فقد كان الانتصار بحربٍ تشتعل على جبهتين ضد ألمانيا ممكنًا، ولكن ليس لو كانت روسيا تقاتل لوحدها. كره السفير الفرنسي موريس باليولوغ ألمانيا ورأى أنه عندما اندلعت الحرب كان على فرنسا وروسيا أن تكونا حليفين مقربين في مواجهة ألمانيا. كان منهجه يتفق مع رؤية الرئيس ريمون بوانكاري الذي وثق به، ووعد السفير بدعمٍ فرنسي غير مشروط لروسيا في الأزمة الجارية مع ألمانيا والنمسا. يناقش المؤرخون ما إذا كان باليولوغ قد تجاوز تعليماته، لكنهم يتفقون على أنه فشل في إبلاغ باريس بما كان يدور من أحداث بالضبط، ولم يُحذّر من أن التعبئة الروسية قد تشنّ حربًا عالمية.